# Habitatge al carrer Victòria, 7 (Cervera)
Habitatge al carrer Victòria, 7 és una obra de Cervera (Segarra) protegida com a Bé Cultural d'Interès Local.

## Descripció
Edifici entre mitgeres, situat al carrer Victòria, al nord del municipi. L'habitatge es desenvolupa en planta baixa i tres pisos, amb una composició de tres eixos vertical. La planta baixa presenta tres obertures -la central d'accés als pisos- i les laterals destinades a botiga. Les tres obertures estaven pensades per ésser cobertes amb arc rebaixat, però la de l'esquerra ha sobreposat un rètol que impedeix veure aquest perfil. La porta central en canvi, conserva encara la reixa superior que contribuïa a il·luminar l'interior de l'escala, amb un laboriós treball de forja. El primer pis presenta tres obertures de llinda plana, unides per una sola balconada -amb una reixa de separació que delata el caràcter plurifamiliar de l'edifici. El segon i tercer pis presenten igualment tres obertures simètriques, però cada una amb el seu propi balcó -les llosanes dels quals estan sostingudes per sengles permòdols. Una cornisa motllurada i amb cartel·les inferiors culmina l'edifici i, al seu torn, protegeix el terrat que s'obre davant la coberta de l'edifici. El parament de l'immoble està configurat a partir de grans carreus, regulars i ben escairats, d'arrebossat simple a la planta baixa i d'encoixinat amb plaques de morter d'imitació a la pedra, a la resta de l'edifici. La coberta de l'edifici és a dues aigües amb el carener paral·lel a la façana principal.